# TPS Winogrady
TPS Winogrady – polski klub piłkarski z siedzibą w Poznaniu założony w 1965. Drużyna w sezonie 2024/2025 występuje w Red Box Klasie okręgowej, gr. wielkopolskiej II.

## Historia
Klub TPS Winogrady został założony w 1965 jako młodzieżowy klub piłkarski.
W 1982 klub zyskał własny obiekt - boisko na osiedlu Wichrowe Wzgórze.
W 2003 klub połączył się z KP Poznań 2000.

### Chronologia nazw
- 1965-2001: Szkolny Klub Sportowy przy Technikum Przemysłu Spożywczego - SKS TPS Winogrady
- 2001-2008: Towarzystwo Sportowo-Oświatowe przy Technikum Przemysłu Spożywczego Winogrady Poznań
- od 2008: Oświatowe Towarzystwo Przyjaciół Sportu Winogrady - TPS Winogrady[2]

## Klub w rozgrywkach ligowych
| Sezon   | Liga                                     | Pozycja | Punkty | Bramki | Uwagi             |
| ------- | ---------------------------------------- | ------- | ------ | ------ | ----------------- |
| 2000/01 | Klasa A (grupa I Poznań)                 | 1.      | 47     | 85-18  |                   |
| 2001/02 | Klasa okręgowa (Poznań)                  | 6.      | 46     | 68-52  |                   |
| 2002/03 | Klasa okręgowa (Poznań)                  | 12.     | 36     | 50-61  |                   |
| 2003/04 | IV liga (wielkopolska północ)            | 14.     | 25     | 19-44  |                   |
| 2004/05 | IV liga (wielkopolska północ)            | 15.     | 24     | 39-73  | spadek            |
| 2005/06 | Klasa okręgowa (Poznań wschód)           | 7.      | 31     | 26-41  |                   |
| 2006/07 | Klasa okręgowa (Poznań wschód)           | 11.     | 27     | 44-59  |                   |
| 2007/08 | Klasa okręgowa (Poznań wschód)           | 11.     | 23     | 33-51  |                   |
| 2008/09 | Klasa okręgowa (Poznań wschód)           | 13.     | 22     | 20-54  | [ a ] [ b ] [ 3 ] |
| 2009/10 | Klasa okręgowa (Poznań wschód)           | 6.      | 35     | 32-30  |                   |
| 2010/11 | Klasa okręgowa (Poznań wschód)           | 8.      | 38     | 46-37  |                   |
| 2011/12 | Klasa okręgowa (Poznań wschód)           | 10.     | 30     | 41-62  |                   |
| 2012/13 | Klasa okręgowa (Poznań wschód)           | 11.     | 29     | 39-68  |                   |
| 2013/14 | Klasa okręgowa (Poznań wschód)           | 8.      | 35     | 53-51  |                   |
| 2014/15 | Klasa okręgowa (Poznań wschód)           | 6.      | 39     | 39-42  |                   |
| 2015/16 | Klasa okręgowa (Poznań wschód)           | 4.      | 45     | 51-37  |                   |
| 2016/17 | Klasa okręgowa (Poznań wschód)           | 3.      | 52     | 73-33  |                   |
| 2017/18 | Klasa okręgowa (Poznań wschód)           | 4.      | 42     | 59-41  |                   |
| 2018/19 | Liga międzyokręgowa (Piła-Poznań wschód) | 1.      | 66     | 84-39  | , awans           |
| 2019/20 | IV liga (wielkopolska)                   | 17.     | 10     | 25-64  | [ d ]             |
| 2020/21 | IV liga (wielkopolska)                   | 21.     | 32     | 49-85  | spadek            |
| 2021/22 | V liga (wielkopolska I)                  | 15.     | 22     | 37-91  | spadek            |
| 2022/23 | Klasa okręgowa (wielkopolska IV)         | 5.      | 46     | 84-60  |                   |
| 2023/24 | Klasa okręgowa (wielkopolska II)         | 3.      | 70     | 99-42  |                   |

| Oznaczenie kolorami   |
| --------------------- |
| drugi poziom ligowy   |
| trzeci poziom ligowy  |
| czwarty poziom ligowy |
| piąty poziom ligowy   |
| szósty poziom ligowy  |
| siódmy poziom ligowy  |
| ósmy poziom ligowy    |